# Distretto di al-Wahat
Il distretto di al-Wahat (in arabo شعبية الواحات‎?, Shaʿbiyya al-Wāḥāt letteralmente distretto delle Oasi) è uno dei 22 distretti della Libia. Si trova nella regione storica della Cirenaica. Il capoluogo è Agedabia; fino al 2007, invece, era Gialo.